# Karijoki

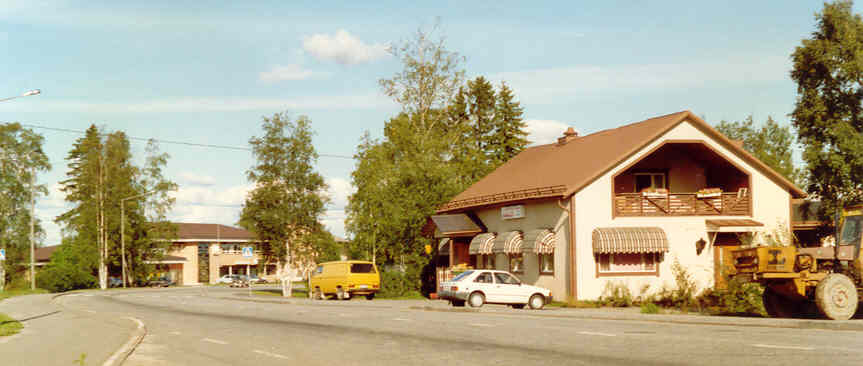
Karijoki

Karijoki (schwedisch: Bötom) ist eine Gemeinde in der Landschaft Südösterbotten im Westen Finnlands.
Die gesamte Bevölkerung ist finnischsprachig.

## Dörfer
Die Gemeinde umfasst neben dem Ort Karijoki die Dörfer Alakylä, Myrkky und Ylikylä.

## Wappen
Beschreibung des Wappens: „Im blauen Schild wachsen aus dem silbernen Schildfuß vier silberne Wolfszähne empor“.

## Persönlichkeiten

### Söhne und Töchter
- John Lindroth (1883–1960), Turner
- Pentti Lund (1925–2013), Eishockeyspieler (erster Finne in der NHL)

### In Karijoki gestorben
- Eero Berg (1898–1969), Langstreckenläufer